# Demokratyczna Republika Gruzji

Demokratyczna Republika Gruzji

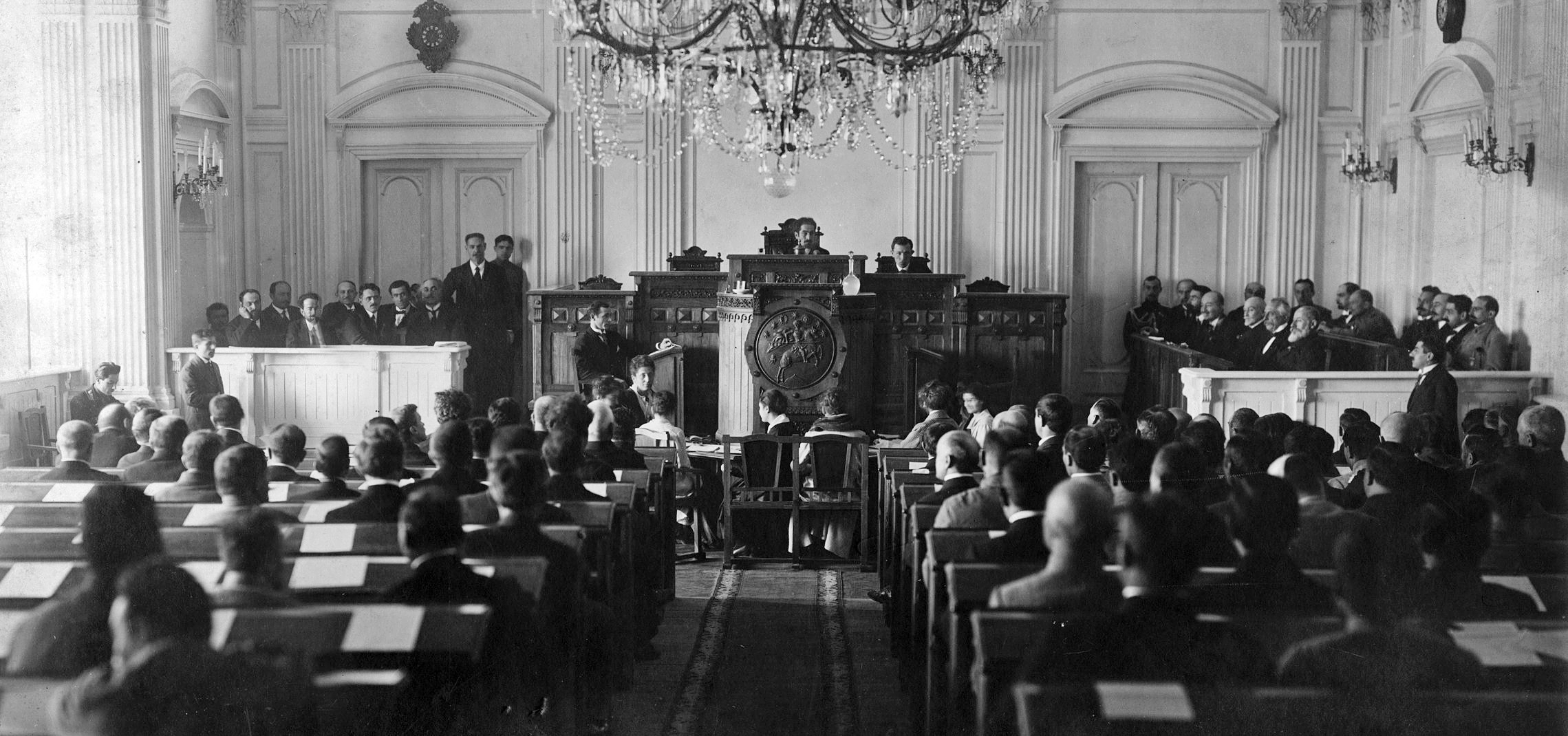
Posiedzenie parlamentu niepodległej Gruzji 1918

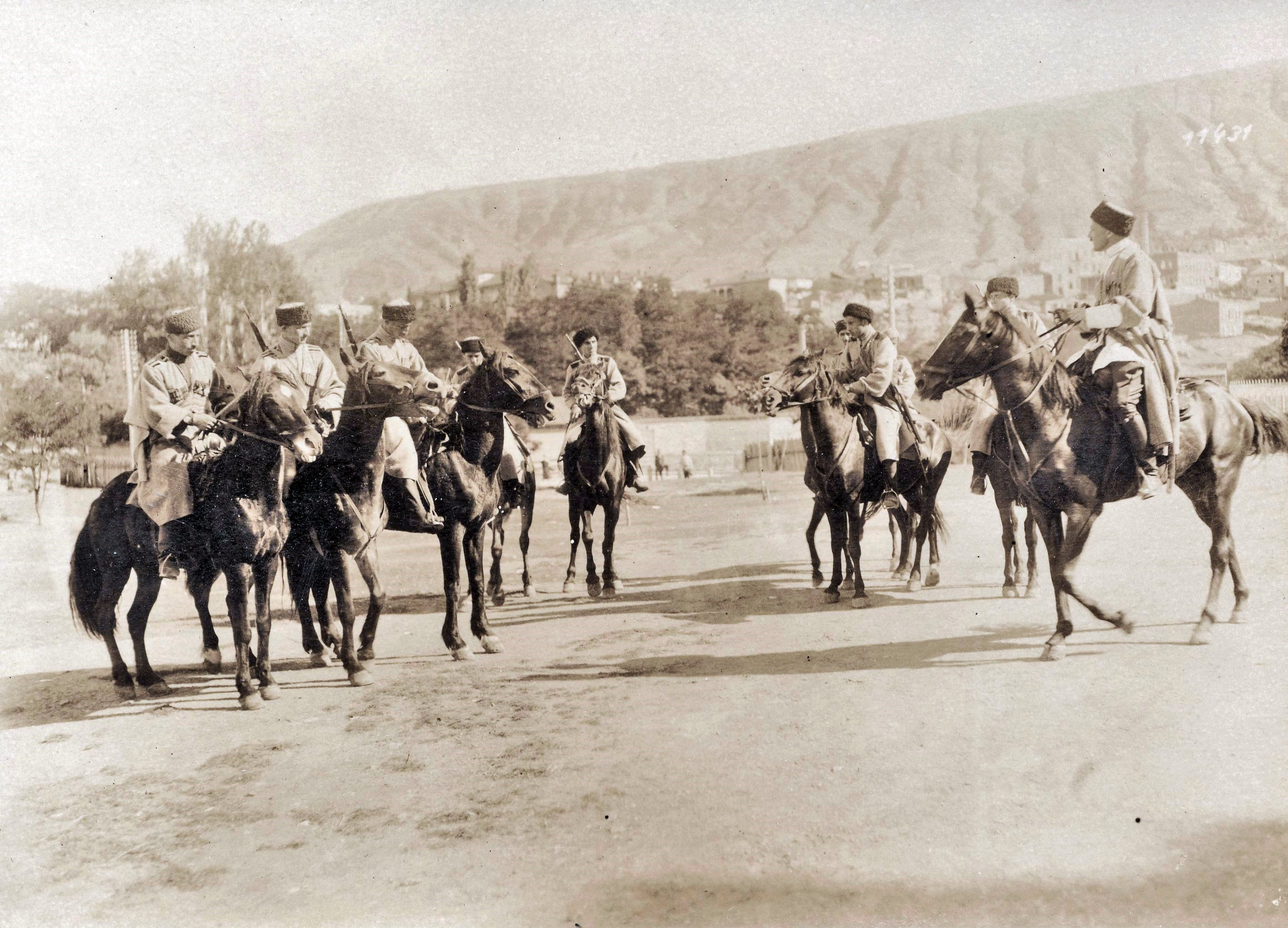
Kawaleria gruzińska 1918

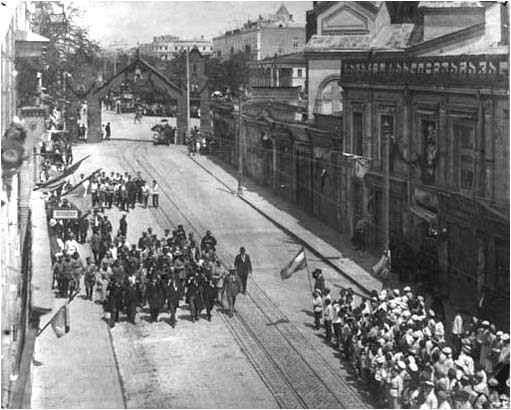
Wizyta przywódców II Międzynarodówki w Tbilisi 1920

Demokratyczna Republika Gruzji (gruz. საქართველოს დემოკრატიული რესპუბლიკა, Sakartvelos Demokratiuli Respublika) – państwo powstałe 26 maja 1918 w wyniku secesji od Zakaukaskiej Demokratycznej Republiki Federacyjnej.

## Podstawowe informacje
Demokratyczna Republika Gruzji ze stolicą w Tyflisie została proklamowana 26 maja 1918 roku po tym, jak politycy gruzińscy uznali, że wygodniej będzie im budować gruzińskie państwo narodowe niż wiązać się federacją z Ormianami i Azerami.
DRG obejmowała terytorium wielkości 107,6 tys. km² (dziś Gruzja liczy 69,7 tys. km²), zamieszkiwało ją 2,5 miliona obywateli – w większości Gruzinów, jednak również Ormianie, Rosjanie, Azerowie, Turcy, Grecy i inne mniejszości narodowe.
W ciągu trzech lat istnienia rządzona była przez lokalną socjaldemokrację – mienszewików, z Noem Żordanią i Noem Ramiszwilim na czele. Mimo uznania przez Ligę Narodów oraz bolszewickie władze w Moskwie, została w lutym 1921 roku zaatakowana przez wojska sowieckie (wcześniej zainscenizowano powstanie lokalnej radykalnej lewicy), po czym narzucono jej władzę sowiecką i w grudniu 1922 roku wraz z Armenią i Azerbejdżanem wcielono w skład ZSRR.

## Ustrój i prawo
Deklaracja niepodległości z 26 maja 1918 roku gwarantowała równość praw, w tym wyborczych, i równość wobec prawa każdemu obywatelowi, niezależnie od narodowości, wyznania, pozycji społecznej i płci.
Tego samego dnia powstał pierwszy rząd, sformowany przez Noego Ramiszwilego. Jesienią 1918 roku Narodowa Rada Gruzji przekształciła się w parlament, do którego wybory odbyły się 14 lutego 1919 roku. W ciągu dwóch lat istnienia Zgromadzenie Konstytucyjne Gruzji przyjęło 126 ustaw, m.in. ordynację wyborczą, ustawę o obywatelstwie, obronie narodowej, języku, ustroju rolnym, sądownictwie, edukacji narodowej, mniejszościach etnicznych i narodowych i wiele innych z zakresu polityki finansowej, o kolejach, handlu, rodzimej wytwórczości. 21 lutego 1921 roku na krótko przed sowiecką agresją Zgromadzenie Konstytucyjne uchwaliło pierwszą Konstytucję Demokratycznej Republiki Gruzji. Szef rządu, będący najwyższym organem władzy wykonawczej, był wybierany przez parlament na roczną kadencję z możliwością jednokrotnej reelekcji. Nominował ministrów, był odpowiedzialny za prowadzenie polityki państwa i reprezentowanie go w stosunkach zewnętrznych.

## Terytorium i granice
Ze względu na skomplikowaną sytuację etniczną w rejonie Kaukazu, granice Gruzji były głównie ustalane przez konflikty militarne i następujące po nich zawieszenia broni lub traktaty pokojowe.
Granica z Rosją sowiecką została uznana w traktacie moskiewskim 7 maja 1920, choć w czasie wojny domowej w Rosji (1918-19) Gruzja kontrolowała okręg Soczi z guberni czarnomorskiej.
Granica z imperium tureckim zmieniała się kilkakrotnie: początkowo przebiegała podobnie do obecnej, po klęsce państw centralnych w listopadzie 1918 roku Gruzja objęła kontrolę nad południową częścią obwodu batumskiego (Artwinią) i okręgiem Ardahanu z obwodu karskiego.
Traktat z Sèvres z 1920 roku szedł dalej, przyznając Gruzji prawo do wschodniego Lazystanu wraz z Ryzą i Hopą, którego jednak rząd gruziński się zrzekł, nie chcąc popadać w kolejny konflikt militarny z rządem w Konstantynopolu.
Terytorium spornym z Azerbejdżanem był okręg zakatalski, jednak ani na tym tle, ani na żadnym innym nie doszło do otwartego konfliktu militarnego.
Z kolei napięcia graniczne z Armenią w rejonie Borczało doprowadziły w grudniu 1918 roku do krótkiej wojny, która została przerwana przez interwencję brytyjską. W jej wyniku powstał neutralny pas w rejonie Lori, zajęty przez Gruzję po upadku niepodległej Armenii w 1920 roku.
Konstytucja gruzińska z lutego 1921 roku przyznawała autonomię prowincjom Abchazji, Adżarii i Zakatały.
W wyniku okupacji radzieckiej Gruzja straciła na rzecz sąsiadów prawie 1/3 swojego terytorium. Rejony Artwinu, Ardahanu i część okręgu Batumi zostały oddane Turcji, Armenia przejęła kontrolę nad Lori, a Azerbejdżan otrzymał region Zakatały. Kilka gmin na głównym grzbiecie Kaukazu włączono w skład RFSRR.

## Wojsko
Obroną republiki zajmowała się założona we wrześniu 1917 roku Gwardia Ludowa (wcześniej: Robotnicza). Bardziej podlegała ona parlamentowi w Tyflisie, niż ministrowi obrony. Przez cały okres istnienia republiki gwardią dowodził Waliko Jugieli. Wojska regularne składały się z trzech dywizji piechoty, dwóch regimentów fortecznych, batalionu gwardii narodowej, trzech batalionów artylerii, batalionu saperów i batalionu zmotoryzowanego z plutonem samochodów pancernych. Armia posiadała również cztery pociągi pancerne i skrzydło lotnictwa wojskowego.
Flota gruzińska posiadała jeden niszczyciel, cztery torpedowce i cztery samoloty myśliwskie. Po utracie przez Gruzję niepodległości gruzińscy oficerowie kontraktowi służyli w Wojsku Polskim.

## Gospodarka
Gruzja lat 1918–1921 była typowym krajem rolniczym. Rozwojowi tej dziedziny gospodarki sprzyjała przeprowadzona przez lewicowy rząd reforma rolna. Główne źródła dochodu rolników to uprawa winorośli, owoców i herbaty.
Rozwinął się przemysł (szczególnie w regionie Chiatury); w 1921 roku Gruzja była dostarczycielką 70% manganu do krajów europejskich. Duże znaczenie posiadały porty morskie republiki w Batumi i Poti, przez które przechodziła znaczna część ładunków w regionie Morza Czarnego.
Mimo pewnego rozwoju w latach 1918–1921 Gruzja nadal należała do biednych państw Europy, na co wpłynęła m.in. niepewna sytuacja polityczna.

## Nauka, kultura i edukacja
W ciągu trzech lat istnienia wolnej Gruzji udało się stworzyć niezależny uniwersytet w Tyflisie (1918) oraz liczne szkoły gimnazjalne z wykładowym językiem gruzińskim w stolicy państwa, Batumi, Kutaisi, Ozurgeti, Poti i Gori. Utworzono ponadto Szkołę Wojskową w Tyflisie oraz Seminarium Nauczycielskie w Gori. Rozwinęło się szkolnictwo mniejszości narodowych i etnicznych.
W dziedzinie kultury i sztuki rozwinęły się Muzeum Narodowe Gruzji, teatry w Tyflisie i Kutaisi, Opera Narodowa w Tyflisie i Narodowa Akademia Sztuki.
Wychodziła gruzińskojęzyczna prasa: Sakartvelos Respublika (Republika Gruzji), Sakartvelo (Gruzja), Ertoba (Jedność), Samshoblo (Ojczyzna), Sakhalkho Sakme (Sprawy publiczne). Istniały też gazety wydawane w innych językach: rosyjskim i angielskim (The Georgian Messenger i The Georgian Mail).

## Stosunki dyplomatyczne
Demokratyczna Republika Gruzji została uznana de facto przez Radę Najwyższą Ententy w początkach 1920 roku, a de iure tuż przed utratą niepodległości – 26 stycznia 1921 roku.
Trzy dni później oficjalnie uznała Gruzję Rzeczpospolita Polska, jednak nieformalne stosunki zostały nawiązane już wcześniej. W marcu 1920 roku do Tbilisi przybyła misja specjalna RP na czele z Tytusem Filipowiczem, który 31 marca złożył listy uwierzytelniające ministrowi Gegeczkoriemu. Na początku 1921 roku polska nieoficjalna placówka stała się już konsulatem RP, którego szefostwo objął Wiktor Białobrzeski. Przedstawicielem dyplomatycznym Gruzji w Warszawie był od 1919 roku Waleri Sidamon-Eristawi.
Dyskutowany był sojusz polsko-gruziński.